# Liétor
Liétor ist ein Ort und eine aus dem Hauptort sowie mehreren Weilern (pedanías) und Einzelgehöften (fincas) bestehende Gemeinde (municipio) mit 1.063 Einwohnern (Stand: 2024) im Südwesten der Provinz Albacete in der autonomen Region Kastilien-La Mancha. Die neben Liétor zur Gemeinde gehörenden Ortschaften sind Casablanca, Hijar, El Jinete, Mullidar und Talave sowie die Wüstung Cañada de Tobarra.

## Lage und Klima
Liétor liegt inmitten der Berglandschaft der Sierra de Alcaraz ca. 65 km (Fahrtstrecke) südsüdwestlich der Provinzhauptstadt Albacete in einer Höhe von ca. 640 m. Im Winter ist das Klima wegen der Höhenlage durchaus kühl, im Sommer dagegen warm; die geringen Niederschlagsmengen (ca. 430 mm/Jahr) fallen – mit Ausnahme der nahezu regenlosen Sommermonate – verteilt übers ganze Jahr.

## Bevölkerungsentwicklung
| Jahr      | 1970 | 1981 | 1991 | 2001 | 2011 | 2021 |
| Einwohner | 2924 | 2186 | 1922 | 1597 | 1406 | 1096 |

## Sehenswürdigkeiten

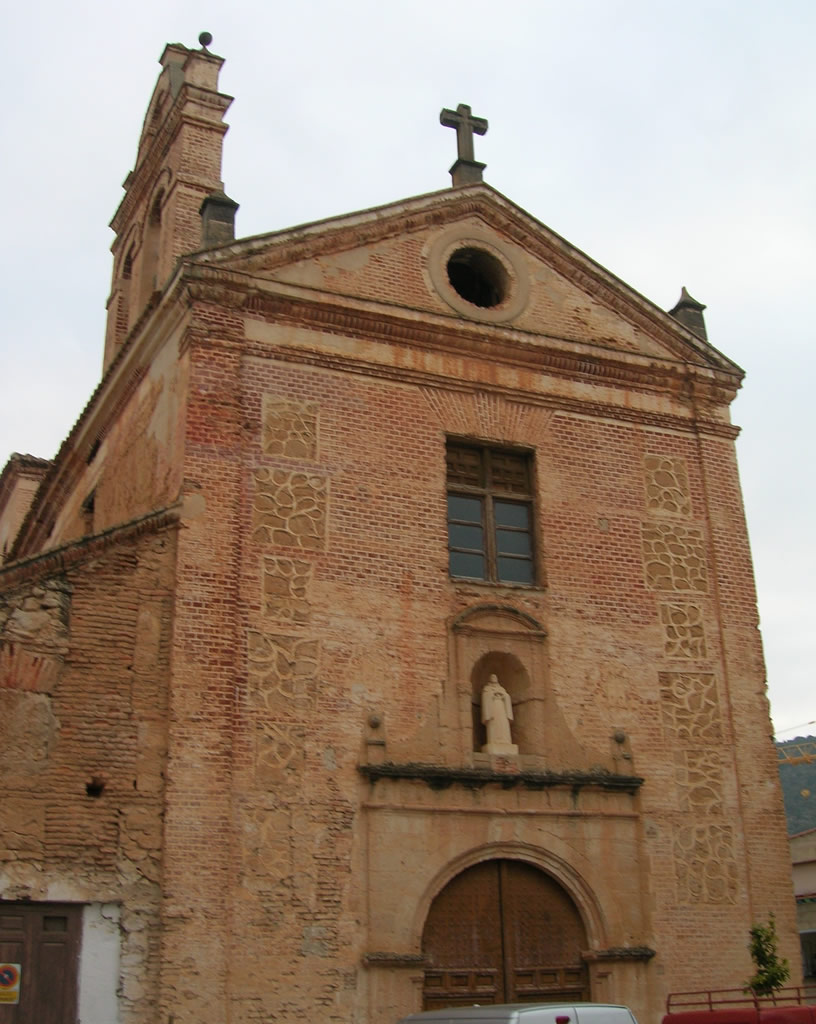
Karmelitenkonvent
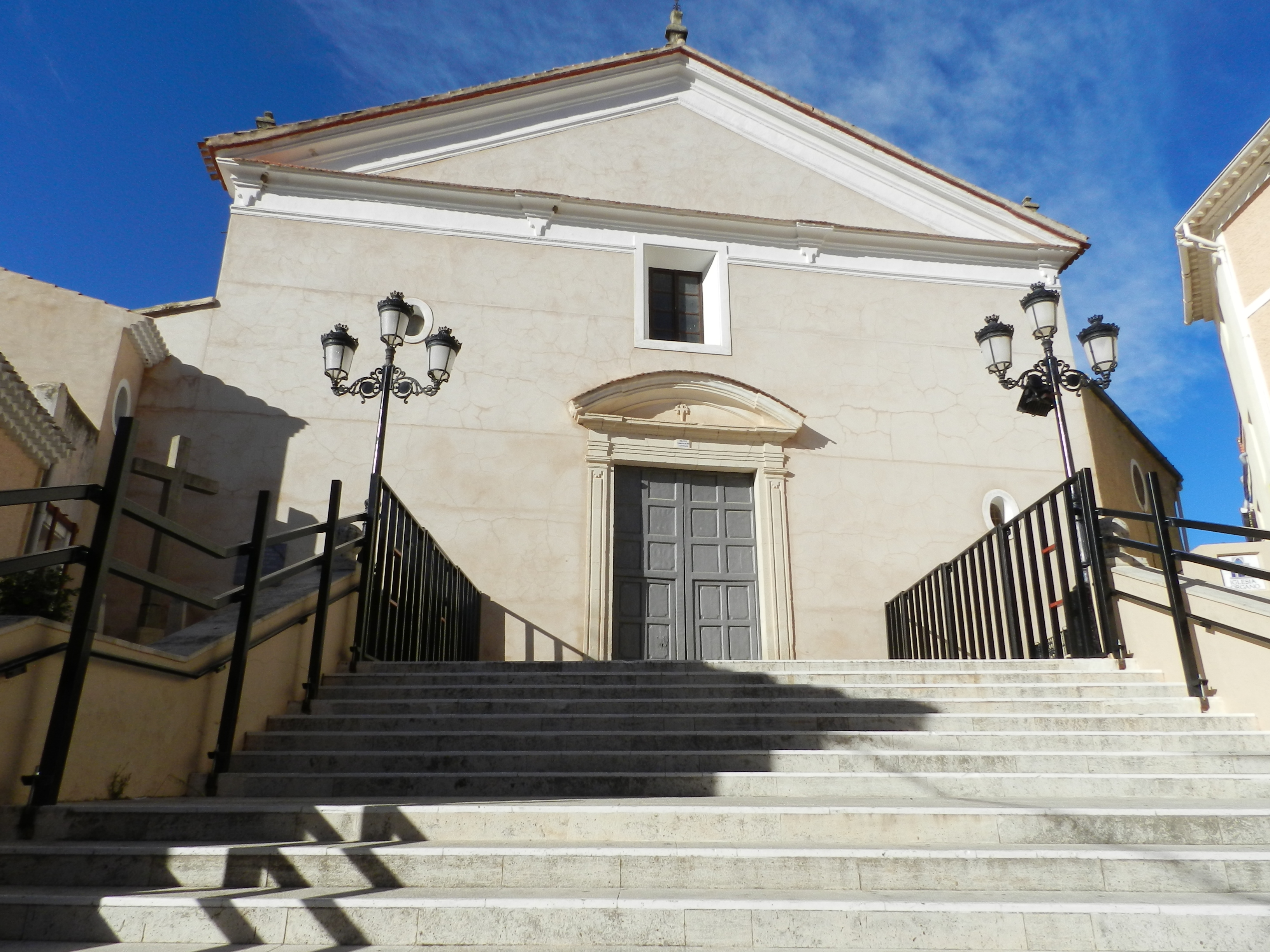
Jakobuskirche
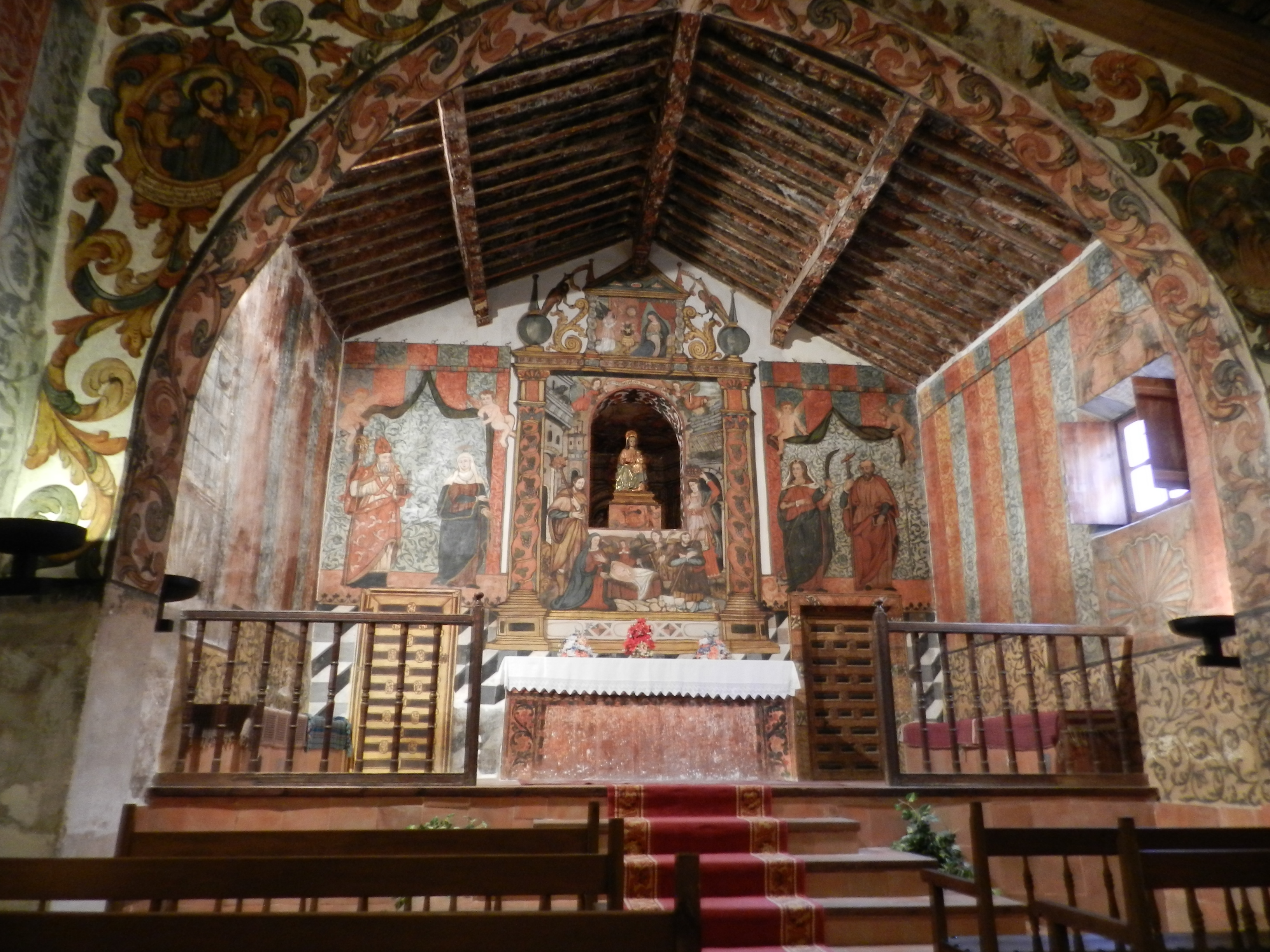
Marienkapelle

- Karmelitenkonvent
- Jakobuskirche
- Retabel der Marienkapelle